# La luna è tramontata
La luna è tramontata è un romanzo dello scrittore statunitense John Steinbeck pubblicato da Viking Press nel marzo 1942. Racconta la storia dell'occupazione militare di una cittadina del Nord Europa da parte dell'esercito di una nazione, che non viene menzionata, in guerra con il Regno Unito e l'URSS, trasparentemente ispirato alla reale invasione della Norvegia da parte della Germania nazista. Scritto col proposito di incoraggiare e motivare i movimenti di Resistenza nell'Europa occupata, l'opera rimane ancor oggi attuale col suo messaggio fuori del tempo, dedicato a tutti i popoli conquistatori e conquistati: un insegnamento per i primi, affinché imparino qualcosa dai loro errori, per i secondi perché non cedano mai la propria dignità e non si arrendano mai.

Il popolo capisce che, se sarà ragionevole, sarà definitivamente conquistato, e per questo inizia una lenta guerra di nervi, di logoramento degli invasori, che infine comprendono di non essere solo soldati, ma uomini, bisognosi di una parola gentile, di un saluto cordiale: sono stanchi di essere sempre e solo soldati, di stare sempre sull'attenti, di doversi sempre guardare le spalle nel timore di un attentato.
Il titolo del libro proviene dal Macbeth di Shakespeare, quando Banquo chiede al figlio, Fliance, com'è la notte, questi risponde: «The moon is down; I have not heard the clock» (Atto II, Scena I).

## Trama
Presa di sorpresa, una piccola cittadina costiera viene occupata da un esercito invasore con poca resistenza. Il sito riveste importanza strategica perché è un porto che serve una grossa miniera di carbone. Il Colonnello Lanser, a capo del battaglione occupante, si installa col suo quartier generale nella casa di Orden, il popolare sindaco eletto democraticamente. La realtà dell'occupazione ha lasciato la popolazione dapprincipio sorpresa, rabbiosa, ma ancora confusa e incapace di reagire. L'episodio catalizzatore delle proteste è causato dal rifiuto di Alexander Morden, un consigliere municipale, di aderire al lavoro coatto in miniera: dopo un processo sommario, viene ucciso da un plotone d'esecuzione. Gli abitanti iniziano una lenta, silente, vendetta: sezioni delle ferrovia che collegano la miniera al porto vengono danneggiate regolarmente, i macchinari sabotati, i generatori d'elettricità vanno fuori uso. Appena un soldato isolato abbassa la guardia, o esce con una donna, viene ucciso. Il sindaco Orden sta con la sua gente, riaffermando al Colonnello Lanser che non si può spezzare permanentemente lo spirito di un uomo. Il loro spirito di indipendenza si organizza così nella resistenza armata al nemico: la morale da trarre è che nessuno è vinto, finché non si arrende.

## I personaggi
Le figure più nettamente definite sono sicuramente quelle del colonnello invasore, Lanser, e del sindaco del paese occupato, Orden.
Il sindaco è invece consapevole del suo status di portavoce della comunità: quando non sa ancora cosa vogliano i suoi concittadini, attende con pazienza che gli venga dato un segnale e quando questo arriva, esegue, con fermezza e semplicità, quanto ci si aspetta da lui, fino al sacrificio personale.

La sua umanità non esclude la paura, ma la convinzione di avere un dovere da compiere lo porta ad assumere un atteggiamento eroico ed emblematico, lui che fin dalle prime pagine ci era stato presentato come un buonuomo incapace di indossare un abito da cerimonia senza l'aiuto della moglie.

## Altri personaggi
Ma questo non vuole mettere in ombra le altre figure presenti nel libro, gli altri ufficiali invasori, giovani illusi di essere gli instauratori di un ordine nuovo e migliore, che vengono lentamente disillusi e vedono frantumarsi i loro sogni nello scontro con la realtà della guerra di logoramento.

Oppure piccoli uomini e donne che dalla loro cucina o dalla miniera costantemente lavorano per accelerare la propria liberazione.

## Adattamenti

### Teatro
Col titolo provvisorio di "The New Order", Steinbeck aveva cominciato a scrivere il romanzo in forma teatrale, che fu rifiutata dagli agenti teatrali perché consideravano che la prospettiva di un'invasione e occupazione degli Stati Uniti potesse scoraggiare il morale dei combattenti e dei loro familiari. Decise quindi di trasformarlo in romanzo e di spostare l'ambientazione in Norvegia. Dopo la pubblicazione, ne uscì una versione teatrale, rappresentata per la prima volta a Broadway il 7 aprile 1942, al Martin Beck Theatre, diretto da Chester Erskine. La sceneggiatura fu pubblicata dal Dramatists Play Service di New York lo stesso anno.

### Cinema
Dal romanzo The Moon is Down, il regista Irving Pichel trasse il film omonimo in bianco e nero del 1943, con Cedric Hardwicke, Henry Travers e Lee J. Cobb. 
Nel 1984, John Milius diresse il film Alba rossa, nel quale avviene un'invasione degli Stati Uniti da parte di sovietici e centramericani; la trama è molto simile a questo romanzo.

## Edizioni italiane
- La luna è  tramontata, traduzione di Luciana Peverelli, Collana Moderni e Modernissimi n.1, Roma, Editoriale Romana, 1944.
- La luna tramonta, traduzione di Giorgio Monicelli, Collana «Il Divano», Milano, Gentile, Editore, 1945.
  -  La luna è tramontata, Collezione La Medusa. I Grandi Narratori d'ogni Paese, Milano, Mondadori, 1948-1980,  pp. 182, cap.8. - Collana I Libri Del Pavone n. 294, Mondadori, 1962; Collana Oscar Scrittori moderni n.193, Mondadori 1970-1998; Collana Oscar Classici Moderni n.213, Mondadori, 2007.
- È tramontata la luna, traduzione di Lia Bodrero, Brescia, Edizione del "Ribelle", 1945.
- La luna è tramontata, traduzione di e adattamento a cura di Mario Visani, Firenze, La Nuova Italia, 1948-1973.
- La luna è tramontata, a cura di Luigi Sampietro, Collana I Grandi tascabili, Milano, Bompiani, 2016, ISBN 978-88-452-8302-4.